# Sardar Assad
 (février 2025).
Si vous disposez d'ouvrages ou d'articles de référence ou si vous connaissez des sites web de qualité traitant du thème abordé ici, merci de compléter l'article en donnant les références utiles à sa vérifiabilité et en les liant à la section « Notes et références ».
Pour les articles homonymes, voir Bakhtiari (homonymie).

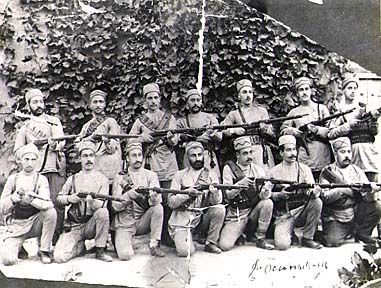
Des combattants de la Révolution constitutionnelle à Tabriz.

Sardar Assad Bakhtiari (سردار اسعد بختیاری), ou Haj Ali-Gholi Khan, Sardar Asad II (né Ali-Gholi Khan ; 1856-1917), est un révolutionnaire iranien, chef de la tribu des Haft Lang Bakhtiari.
Sardar Assad est l'un des principaux acteurs de la révolution constitutionnelle persane. En juillet 1909, sous son commandement, les troupes bakhtiari occupent Téhéran et obligent le gouvernement à instituer des réformes démocratiques.
Sa maison dans la ville de Juneghan dans la province de Tchaharmahal-et-Bakhtiari a été transformée en musée ouvert au public.

## Famille
Il est le fils de Hossein Gholi Khan Ilkhani. Parmi ses 18 frères et sœurs, on compte :
- Esfandiar Khan
- Najaf Gholi Khan Bakhtiari
- Khosro Khān Sardār Zafar
- Bibi Maryam Bakhtiari

Il est par ailleurs l'oncle de Soraya Esfandiari Bakhtiari.